# La Banquière
La banquière é filme francês de 1980, do gênero drama, dirigido por Francis Girod.

## Elenco
- Romy Schneider .... Emma Eckhert
- Marie-France Pisier .... Colette Lecoudray
- Claude Brasseur .... Largué
- Jean-Claude Brialy .... Paul Cisterne
- Jean Carmet ... Duvernet
- Jean-Louis Trintignant .... Horace Vannister
- Jacques Fabbri .... Moïse Nathanson
- Daniel Mesguich .... Rémy Lecoudray
- Noëlle Chatelet .... Camille Sowcroft
- Daniel Auteuil .... Duclaux
- Thierry Lhermitte .... Devoluy
- Alan Adair .... Sir Charles

## Principais prêmios e indicações
Prêmio César 1981 (França)
- indicado nas categorias de melhor fotografia (Bernard Zitzermann), melhor edição (Geneviève Winding), melhor som (Jean-Pierre Ruh) e melhor desenho de produção (Jean-Jacques Caziot).